# هاري كومار كي.
هاري كومار كي. (بالإنجليزية: Hari Kumar K.)‏ (3 يناير 1989 في الهند)؛ روائي هندي.